# Toolchain
Em software, uma toolchain (cadeia de ferramentas) é um conjunto de ferramentas de programação usadas para executar uma tarefa complexa de desenvolvimento de software ou para criar um produto de software, que normalmente é outro programa de computador ou um conjunto de programas relacionados. Em geral, as ferramentas que formam uma cadeia de ferramentas são executadas consecutivamente, de modo que a saída ou o estado resultante do ambiente de cada ferramenta se torne a entrada ou o ambiente inicial da próxima, mas o termo também é usado quando se refere a um conjunto de ferramentas relacionadas que não são necessariamente executados consecutivamente.
Uma simples cadeia de ferramentas de desenvolvimento de software pode consistir em um compilador e um vinculador (que transformam o código-fonte em um programa executável), bibliotecas (que fornecem interfaces para o sistema operacional) e um depurador (que é usado para testar e depurar programas criados). Um produto de software complexo como um videogame precisa de ferramentas para preparar efeitos sonoros, música, texturas, modelos tridimensionais e animações, juntamente com ferramentas adicionais para combinar esses recursos no produto final.